# حميراء (ممثلة)
حميراء (بالتركية: Hümeyra)‏ هي مغنية وممثلة تركية، ولدت في 15 أكتوبر 1947 بإسطنبول في تركيا.

## أعمال

### أفلام
- (2005) أبي وابني

## وصلات خارجية
- هميرا على موقع IMDb (الإنجليزية)
- هميرا على موقع ألو سيني (الفرنسية)
- هميرا على موقع ميوزك برينز (الإنجليزية)
- هميرا على موقع ديسكوغز (الإنجليزية)
- هميرا على موقع قاعدة بيانات الفيلم (الإنجليزية)
- هميرا على موقع كينوبويسك (الروسية)